# Anton Theobald Brück

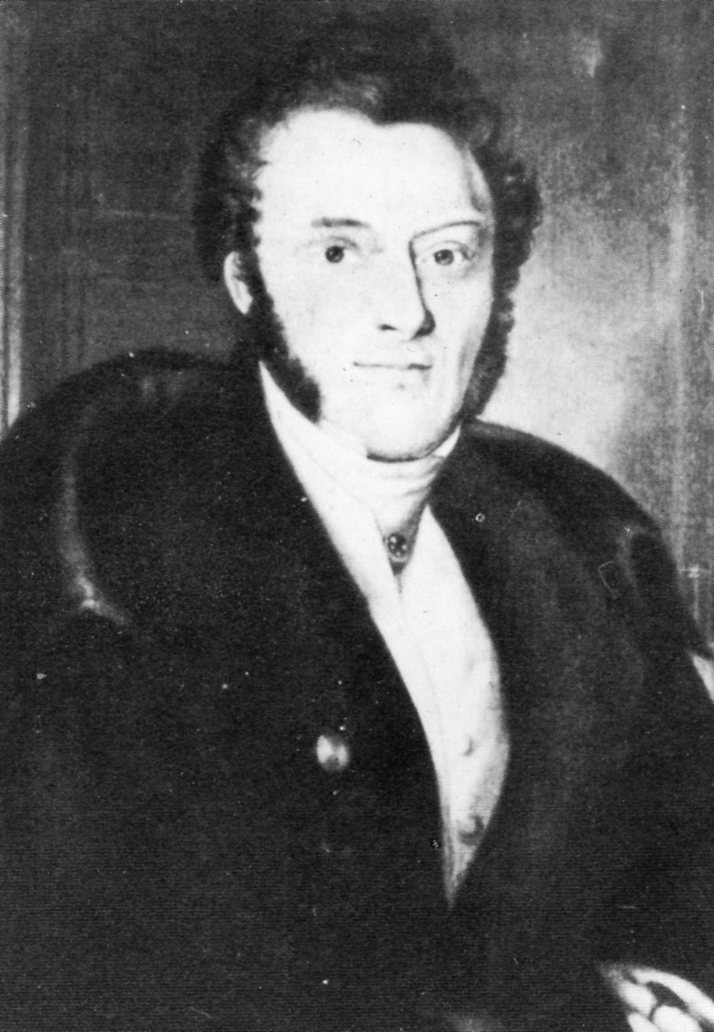
Anton Theobald Brück

Anton Theobald Brück (* 29. September 1798 in Osnabrück; † 22. Juli 1885 in Osnabrück) war ein Schriftsteller, Übersetzer und Badearzt in Bad Driburg.

## Leben
Brück besuchte das Osnabrücker Ratsgymnasium und studierte bis 1818 Medizin in Münster, Wien, Würzburg, Tübingen, Heidelberg und Kopenhagen. Er promovierte 1818 in Göttingen, wo er sich bereits zwei Jahre später habilitierte. Nach einer Russlandreise 1826 in der Hoffnung auf eine Anstellung in St. Petersburg war Brück 1828/29 Privatdozent in Göttingen. Seine psychiatrischen Studien fanden die Aufmerksamkeit des Leibarztes des dänischen Königs, Joachim Dietrich Brandis (1762–1846), der ihm 1829 die Stellung des Brunnenarztes in Bad Driburg vermittelte. Die Tätigkeit übte er bis 1884 aus. Gleichzeitig war er niedergelassener Arzt in Osnabrück, wo er die Wintermonate verbrachte. Er starb als „Geheimer Sanitätsrat“ in Osnabrück, wo sich auf dem Hasefriedhof die Grabstätte der Familie befindet.
Brücks schriftstellerische Tätigkeit, die er vor allem in den in Osnabrück verbrachten Wintermonaten ausübte, umfasste sowohl fachwissenschaftliche Essays und Abhandlungen vor allem bäderkundlicher Art, z. B. Balneologische Aphorismen (1863), als auch Lyrik, wie etwa Auf Wiederseh’n (1876). Im Jahre 1830 hatte er Bacons Novum organon in einer deutschen Übersetzung herausgebracht.
„Brueck war ein Arzt von profundester, vielseitiger Gelehrsamkeit, sowohl in rein medicinischen, wie auch medicin-historischen, schönwissenschaftlichen und philologischen Gebieten außerordentlich bewandert. Brueck’s schriftstellerische Thätigkeit ist eine vielumfassende gewesen. […] Er schrieb eine große Reihe von Journalartikeln […], populäre Aufsätze […] u.a.m., die alle eine Fülle von gelehrtem Material enthalten und daneben den gewandten und eleganten Schriftsteller bekunden.“

## Schriften (Auswahl)
- Neues Taschenbuch für die Churgäste Driburg’s oder Anleitung zum äussern und innern Gebrauche der Driburger Mineralwasser, der Schwefelschlamm- und Gasbäder und der dabei zu beobachtenden Brunnendiät. Kißling, Osnabrück 1840. (Digitalisat)
- Bad Driburg in seinen Heilwirkungen dargestellt für praktische Ärzte nebst 2 neuen chem. Analyse. Rackhorst, Osnabrück 1844.
- Neue Nachricht über den Curort Driburg. Paderborn 1858.
- Auf Wiedersehn! Gedichte. Rackhorst, Osnabrück 1876.
- Lachen und Weinen. o. O. 1883.
- (Übersetzung:) Francis Bacon: Baron of Verulam. Neues Organ der Wissenschaft. [Novum Organum Scientiarium 1620] . Leipzig 1830. 2., unveränd. Aufl. 1962 (UB Bonn); unveränd. Nachdr. Darmstadt: Wiss. Buchgesellsch. 1974.